# Craps (After Hours)
Craps (After Hours) è un album dal vivo dell'attore statunitense Richard Pryor, pubblicato nel 1971 su etichetta Laff Records.

## Descrizione
L'album uscì durante un periodo di transizione nella comicità di Pryor, che lo vide passare da monologhi "in stile Bill Cosby" a un umorismo più irriverente ed improvvisato, dal forte connotato socioculturale, del quale Pryor sarebbe stato uno dei pionieri negli anni settanta.
Il disco venne registrato dal vivo al Redd Foxx Club di Hollywood, Los Angeles, California.

## Tracce
1. Gettin' High
2. Fuck from Memory
3. Big Tits
4. Gettin' Some
5. The President (successivamente reintitolata President Nixon)
6. Tryin' to Get Some
7. Cool
8. Cops/The Line-Up
9. Masturbating
10. Religion
11. Black Preachers
12. Being Born
13. Blow Our Image
14. Blackjack
15. I Spy Cops
16. Sugar Ray
17. White Folks
18. Indians
19. Ass Wupin'
20. Got a Dollar
21. Pres' Black Baby
22. Dope/Wino/Panthers
23. After Hours
24. 280 Pound Ass
25. Crap Game
26. Insurance Man
27. Black and Proud
28. Gettin' the Nut
29. Jackin' Off
30. Snappin' Pussy
31. Fartin'